# Лінсі де Пол
Лінсі де Пол (англ. Lynsey de Paul), уроджена Лінсі Монктон Рубін (англ. Lynsey Monckton Rubin, нар. 11 червня 1948 — пом. 1 жовтня 2014) — англійська співачка. У 1970-х роках вона потрапила до хіт-парадів у Великій Британії та Європі, починаючи з сингла «Sugar Me», що потрапив у топ-10 у Великій Британії. Вона представляла Велику Британію на пісенному конкурсі Євробачення і двічі отримала премію Айвора Новело.

## Дискографія

### Сингли
| Рік  | Сингл                           | Позиції у чартах | Позиції у чартах | Позиції у чартах | Позиції у чартах | Позиції у чартах | Позиції у чартах | Позиції у чартах | Позиції у чартах | Позиції у чартах | Позиції у чартах | Позиції у чартах | Позиції у чартах | Позиції у чартах | Позиції у чартах |
| Рік  | Сингл                           | UK               | DE               | CH               | NL               | IRE              | ES               | AT               | BE               | SWE              | FR               | AUS              | NOR              | DK               | ISR              |
| ---- | ------------------------------- | ---------------- | ---------------- | ---------------- | ---------------- | ---------------- | ---------------- | ---------------- | ---------------- | ---------------- | ---------------- | ---------------- | ---------------- | ---------------- | ---------------- |
| 1972 | «Sugar Me»                      | 5                | 16               | -                | 1                | -                | 1                | 2                | 1                | 1                | -                | 4                | -                | -                | -                |
| 1972 | «Getting a Drag»                | 18               | 46               | -                | -                | -                | 12               | -                | -                | -                | -                | -                | -                | -                | 1                |
| 1973 | «All Night»                     | -                | -                | -                | -                | -                | -                | -                | -                | -                | -                | -                | -                | -                | -                |
| 1973 | «Won't Somebody Dance with Me»  | 14               | -                | -                | 21               | 9                | -                | -                | -                | -                | -                | -                | -                | -                | 4                |
| 1974 | «Ooh I Do»                      | 25               | -                | -                | 16               | -                | -                | -                | 12               | -                | -                | -                | -                | -                | -                |
| 1974 | «No, Honestly»                  | 7                | -                | -                | -                | -                | -                | -                | -                | -                | -                | -                | -                | -                | -                |
| 1975 | «My Man and Me»                 | 40               | -                | -                | -                | -                | -                | -                | -                | -                | -                | -                | -                | -                | -                |
| 1977 | «Rock Bottom» (with Mike Moran) | 19               | 4                | 1                | -                | 7                | -                | 2                | 11               | 6                | 10               | -                | 7                | 2                | 10               |

### Альбоми
- 1973: Surprise (під назвою Sugar Me в Австралії)
- 1973: Lynsey Sings (комп.)
- 1973: Greatest Hits (комп.)
- 1974: Taste Me… Don't Waste Me
- 1974: The World of Lynsey de Paul (перевидано як Lynsey Sings)
- 1975: Love Bomb
- 1975: No Honestly
- 1975: The Charm of Lynsey de Paul (– リンジー・ディ・ポールの魅力, випущена лише в Японії)
- 1976: Getting a Drag — Best Collection (комп., випущена лише в Японії)
- 1979: Tigers and Fireflies
- 1981: Profile (комп.)
- 1990: Before You Go Tonight
- 1994: Lynsey de Paul
- 1994: Greatest Hits (комп.)
- 1995: Sugar Me (комп.)
- 1996: Just a Little Time (a.k.a. Sugar Me)
- 2000: Best of the 70s — Lynsey de Paul (комп.)
- 2013: Sugar and Beyond (комп.)[8]
- 2013: Into My Music (комп.)[9]
- 2015: Ten Best (комп.)[10]